# Anaka Alankamony
Anaka Alankamony (* 10. Juli 1994 in Chennai) ist eine ehemalige indische Squashspielerin.

## Karriere
Anaka Alankamony spielte ab 2009 auf der PSA World Tour, auf der sie zwei Turniere gewann. Ihr erstes Turnier gewann sie dabei bereits 2009 im Alter von 15 Jahren. Ihre höchste Platzierung in der Weltrangliste erreichte sie mit Rang 59 im Juni 2010. Der größte Erfolg bei den Junioren gelang ihr 2012 mit dem Gewinn der Asienmeisterschaft. Mit der indischen Nationalmannschaft nahm sie 2010, 2012 und 2014 an der Weltmeisterschaft teil. Darüber hinaus gehörte sie 2010 und 2014 zum indischen Aufgebot bei den Commonwealth Games. Bei Asienspielen sicherte sie sich mit der Mannschaft 2010 Bronze und 2014 Silber. 2014 wurde sie mit dem Arjuna Award ausgezeichnet.
Sie studierte an der University of Pennsylvania, für die sie auch im College Squash aktiv war.

## Erfolge
- Asienmeister mit der Mannschaft: 2012
- Gewonnene PSA-Titel: 2
- Asienspiele: 1 × Silber (Mannschaft 2014), 1 × Bronze (Mannschaft 2010)